# 正親町三条治子
正親町三条 治子（おおぎまちさんじょう はるこ、生年不詳 - 応永5年12月10日（1399年1月17日））は室町時代の女性。伏見宮栄仁親王の御息所で、治仁王（第二代伏見宮）、貞成親王（第三代伏見宮・後崇光院）らの母。後花園天皇の祖母。父は権中納言三条実治。西御方とも。号は陽照院。
| スタブアイコン | サブスタブ | この項目は、まだ閲覧者の調べものの参照としては役立たない、人物に関連した書きかけの項目です。この項目を加筆・訂正などしてくださる協力者を求めています（P:人物伝/PJ:人物伝）。 |